# Aeroporto di Rybinsk
L'aeroporto di Rybinsk-Starosel'e è un aeroporto regionale situato a 8 km dalla città di Rybinsk nell'Oblast' di Jaroslavl', in Russia europea. L'Aeroporto di Rybinsk serve la città di Rybinsk ed è la base della compagnia aerea russa la NPO Saturn.

## Dati tecnici
L'aeroporto di Rybinsk è dotato attualmente di una pista attiva cementata di 2,500 x 29 m che permette il decollo/atterraggio degli aerei Antonov An-24, Antonov An-26, Antonov An-30, Yakovlev Yak-40 e degli elicotteri Mil Mi-8.
L'aeroporto di Rybinsk è aperto nel periodo estivo dalle 4:30 alle 20:30 (ora UTC).
Il peso massimo permesso al decollo dall'aeroporto è di 30 tonnellate.